# 2026-os labdarúgó-világbajnokság-selejtező (UEFA – B csoport)
A 2026-os labdarúgó-világbajnokság európai selejtező, B csoportjának eredményeit tartalmazó lapja. A csoportban a csapatok körmérkőzéses, oda-visszavágós rendszerben játszanak egymással. A csoport győztese kijut a világbajnokságra, a csoport második helyezettje pótselejtezőn vesz részt.
A csoportban Svájc, Svédország, Szlovénia és Koszovó szerepel.

## Tabella
| Hely. | Csapat     | M | Gy | D | V | G+ | G– | Gk | P | Továbbjutás                      |          | Svájc     | Svédország | Szlovénia | Koszovó   |
| ----- | ---------- | - | -- | - | - | -- | -- | -- | - | -------------------------------- | -------- | --------- | ---------- | --------- | --------- |
| 1.    | Svájc      | 0 | 0  | 0 | 0 | 0  | 0  | 0  | 0 | Kijut a 2026-os világbajnokságra |          | —         | nov. 15.   | szept. 8. | szept. 5. |
| 2.    | Svédország | 0 | 0  | 0 | 0 | 0  | 0  | 0  | 0 | Pótselejtezőn vesz részt         |          | okt. 10.  | —          | nov. 18.  | okt. 13.  |
| 3.    | Szlovénia  | 0 | 0  | 0 | 0 | 0  | 0  | 0  | 0 |                                  |          | okt. 13.  | szept. 5.  | —         | nov. 15.  |
| 4.    | Koszovó    | 0 | 0  | 0 | 0 | 0  | 0  | 0  | 0 |                                  | nov. 18. | szept. 8. | okt. 10.   | —         |           |

## Mérkőzések
A csoportok sorsolását 2024. december 13-án tartották Zürichben. A menetrendet az UEFA a sorsolást követően, aznap közzétette. Az időpontok közép-európai idő szerint, zárójelben helyi idő szerint értendők.
| 2025. szeptember 5. 20:45 |

| Szlovénia | – | Svédország |
| --------- | - | ---------- |
|           |   |            |

|  |

| 2025. szeptember 5. 20:45 |

| Svájc | – | Koszovó |
| ----- | - | ------- |
|       |   |         |

|  |

| 2025. szeptember 8. 20:45 |

| Koszovó | – | Svédország |
| ------- | - | ---------- |
|         |   |            |

|  |

| 2025. szeptember 8. 20:45 |

| Svájc | – | Szlovénia |
| ----- | - | --------- |
|       |   |           |

|  |

| 2025. október 10. 20:45 |

| Koszovó | – | Szlovénia |
| ------- | - | --------- |
|         |   |           |

|  |

| 2025. október 10. 20:45 |

| Svédország | – | Svájc |
| ---------- | - | ----- |
|            |   |       |

|  |

| 2025. október 13. 20:45 |

| Szlovénia | – | Svájc |
| --------- | - | ----- |
|           |   |       |

|  |

| 2025. október 13. 20:45 |

| Svédország | – | Koszovó |
| ---------- | - | ------- |
|            |   |         |

|  |

| 2025. november 15. 20:45 |

| Szlovénia | – | Koszovó |
| --------- | - | ------- |
|           |   |         |

|  |

| 2025. november 15. 20:45 |

| Svájc | – | Svédország |
| ----- | - | ---------- |
|       |   |            |

|  |

| 2025. november 18. 20:45 |

| Koszovó | – | Svájc |
| ------- | - | ----- |
|         |   |       |

|  |

| 2025. november 18. 20:45 |

| Svédország | – | Szlovénia |
| ---------- | - | --------- |
|            |   |           |

|  |